# Maurice Faure (Rennfahrer)
Maurice Faure (* 15. Januar 1896 in Redjas; † 17. Dezember 1965 in Bertrichamps) war ein französischer Landwirt, Flieger und Autorennfahrer.

## Familie
Maurice Faure kam als Pied-noir in der kleinen Stadt Redjas, 16 Kilometer westlich der Provinzhauptstadt Mila zur Welt. Seine Familie war durch die Gründung einer Genossenschaft und die Einführung moderner Anbaumethoden wesentlich für den Aufschwung der Landwirtschaft in der Region verantwortlich.
In den 1930er-Jahren gründete die Familie den Aéro-Club de Redjas, den kleinsten Fliegerclub Algeriens, dessen Präsident Maurice Faure viele Jahre war.

## Karriere als Rennfahrer
Maurice Faure war 1929 beim 24-Stunden-Rennen von Le Mans am Start. Gemeinsam mit seinem Landsmann Jean Lajeune fuhr er einen B.N.C. Type 527, der nach vier Stunden Fahrzeit einen Motorschaden hatte.

## Statistik

### Le-Mans-Ergebnisse
| Jahr | Team                  | Fahrzeug        | Teamkollege  | Platzierung | Ausfallgrund |
| ---- | --------------------- | --------------- | ------------ | ----------- | ------------ |
| 1929 | Bollack Netter et Cie | B.N.C. Type 527 | Jean Lajeune | Ausfall     | Motorschaden |